# Élections fédérales canadiennes de 2011
Les élections fédérales canadiennes de 2011 ont lieu le 2 mai 2011 afin d'élire les 308 députés de la Chambre des communes du Canada pour former la 41e législature du Canada. Les élections font suite à la dissolution précipitée de la Chambre des communes par le gouverneur général après l'adoption d'une motion de défiance à l'encontre du gouvernement minoritaire conservateur dirigé par le premier ministre Stephen Harper pour outrage au parlement le 25 mars, avec l'appui des trois partis d'opposition : le Parti libéral du Canada, le Nouveau Parti démocratique et le Bloc québécois. Si le Parlement n'avait pas été dissout avant la fin de son mandat, les élections auraient plutôt eu lieu le 15 octobre 2012.
Les élections voient le Parti conservateur de Stephen Harper remporter une majorité de sièges, lui permettant de former un gouvernement majoritaire, et l'importante ascension du Nouveau Parti démocratique de Jack Layton, formant l'opposition officielle pour la première fois de son histoire. Les élections sont également caractérisées par l'effondrement du Parti libéral du Canada et du Bloc québécois et la première élection d'une députée verte.

## Chronologie
- 26 mars 2011 : Déclenchement des élections
- 11 avril 2011 : Clôture des candidatures à 14h
- 12 avril 2011 : Débat des chefs en anglais. 19h HAE sur Global, CBC et CTV[3]
- 13 avril 2011 : Débat des chefs en français. 20h HAE sur Radio-Canada et TVA (changé du 14 avril à cause de hockey)[4],[5]
- 22, 23 et 25 avril 2011 : Vote par anticipation
- 2 mai 2011 : Jour du scrutin[6], 22h40 heure de l'Est - Annonce d'un gouvernement canadien conservateur majoritaire.

## Données pré-électorales
Les élections fédérales de 2008 avaient résulté dans la réélection du gouvernement minoritaire conservateur du premier ministre Stephen Harper, élu pour la première fois en 2006.
En décembre 2008, une crise politique éclate en raison de la volonté des partis d'opposition de former une coalition pour renverser le gouvernement Harper afin de contrer son projet d'abolition des subventions aux partis politiques.
En 2011, le président de la Chambre des communes Peter Milliken juge que la ministre Bev Oda et le cabinet eux-mêmes pouvaient s'être rendus coupables d'outrage au parlement pour avoir refusé de fournir au Parlement des informations sur les projets de loi. En mars 2011, un comité confirme l'outrage du cabinet, ce qui sans précédent dans l'histoire du Commonwealth, et le chef de l'opposition Michael Ignatieff dépose une motion de défiance qui fut adoptée le 25 mars, provoquant les élections.

### Partis participants
Au total, 1587 candidats issus de 18 partis politiques participent à ces élections.
- Animal Alliance Environment Voters Party of Canada (7 candidats)
- Bloc québécois (75 candidats, au Québec seulement)
- First Peoples National Party of Canada (1 candidat)
- Nouveau Parti démocratique (308 candidats)
- Parti action canadienne (12 candidats)
- Parti communiste du Canada (20 candidats)
- Parti conservateur du Canada (307 candidats)
- Parti de l'héritage chrétien du Canada (46 candidats)
- Parti libéral du Canada (308 candidats)
- Parti libertarien du Canada (23 candidats)
- Parti marijuana (5 candidats)
- Parti marxiste-léniniste du Canada (70 candidats)
- Parti pirate du Canada (10 candidats)
- Parti progressiste canadien (9 candidats)
- Parti Rhinocéros (14 candidats)
- Parti uni du Canada (3 candidats)
- Parti vert du Canada (304 candidats)
- Western Block Party (4 candidats)
- Candidats indépendants et sans appartenance (61 candidats)

### Circonscriptions convoitées
Ci-dessous, est une liste des circonscriptions qui ont été perdues par chaque parti aux élections de 2008. Sont énumérés le nom de la circonscription, suivi du nom du parti politique qui a gagné cette circonscription (entre parenthèses) et le pourcentage du vote par lequel le parti a perdu.
Ces circonscriptions pouvaient être convoitées par les partis parce qu'elles avaient été perdues par un faible pourcentage lors de la 40e élection fédérale.
Jusqu'à 15 circonscriptions sont présentées, avec une victoire par une marge de moins de 15 %.
L'astérisque indique que le député sortant ne briguait pas sa réélection.
Il est écrit entre parenthèses si le parti a réussi à gagner la circonscription.
| Conservateur | Libéral |
| --- | --- |
| 1. Vancouver-Sud, C-B (Lib) 0,05 % (oui) 2. Esquimalt—Juan de Fuca, C-B (Lib) 0,12 % (non) 3. Brampton-Ouest, ON (Lib) 0,43 % (oui) 4. Welland, ON (NPD) 0,59 % (non) 5. Edmonton—Strathcona, AB (NPD) 0,98 % (non) 6. Burnaby—Douglas, C-B (NPD) 1,69 % (non) 7. Brampton—Springdale, ON (Lib) 1,71 % (oui) 8. Sault Ste. Marie, ON (NPD) 2,71 % (oui) 9. New Westminster—Coquitlam, C-B (NPD) 3,00 % (non) 10. Guelph, ON (Lib) 3,04 % (non) 11. Moncton—Riverview—Dieppe, NB (Lib) 3,30 % (oui) 12. Western Arctic, T.N-O (NPD) 3,82 % (non) 13. Mississauga-Sud, ON (Lib) 4,64 % (oui) 14. Eglinton—Lawrence, ON (Lib) 4,74 % (oui) 15. Malpeque, Î.-P-É (Lib) 4,91 % (non)                          | 1. Kitchener—Waterloo, ON (Con) 0,03 % (non) 2. Egmont, Î.-P.-É. (Con) 0,30 % (non) 3. Mississauga—Erindale, ON (Con) 0,71 % (non) 4. Oak Ridges—Markham, ON (Con) 0,72 % (non) 5. Kitchener Centre, ON (Con) 0,75 % (non) 6. Ahuntsic, QC (BQ) 0,89 % (non) 7. Saint-Jean, N-B (Con) 1,43 % (non) 8. Haute-Gaspésie—La Mitis—Matane—Matapédia, QC (BQ) 1,93 % (non) 9. Brome—Missisquoi, QC (BQ) 2,41 % (non) 10. Jeanne-Le Ber, QC (BQ) 2,65 % (non) 11. London-Ouest, (ON) (Con) 3,68 % (non) 12. Nova-Ouest, N-É (Con) 3,79 % (non) 13. Gatineau, QC (BQ) 3,83 % (non) 14. Saanich—Gulf Islands, C-B (Con) 4,07 % (non) 15. Sudbury, ON (NPD) 4,3 % (non) |
| NPD | BQ |
| 1. Saskatoon—Rosetown—Biggar, (SK) (Con) 0,97 % (non) 2. South Shore—St. Margaret's, (N-É) (Con) 2,33 % (non) 3. St. John's-Sud—Mount Pearl, (T-N.-L) (Lib) 2,76 % (oui) 4. Gatineau, QC (BQ) 3,03 % (oui) 5. Surrey-Nord, C-B (Con) 3,18 % (oui) 6. Île de Vancouver-Nord, C-B (Con) 4,40 % (non) 7. Oshawa, ON (Con) 6,64 % (non) 8. Parkdale—High Park, ON (Lib) 7,00 % (oui) 9. Nunavut, NU (Con) 7,28 % (non) 10. Dartmouth—Cole Harbour, N-É (Lib) 7,95 % (oui) 11. Beaches—East York, ON (Lib) 8,84 % (oui) 12. Palliser, SK (Con) 10,26 % (non) 13. Kamloops—Thompson—Cariboo, C-B (Con) 10,27 % (non) 14. Newton—Delta-Nord, C-B (Lib) 10,29 % (oui) 15. Halifax-Ouest, N-É (Lib) 11,96 % (non) | 1. Brossard—La Prairie, QC (Lib) 0,12 % (non) 2. Portneuf—Jacques-Cartier, QC (Ind) 1,47 % (non) 3. Papineau, QC (Lib) 2,78 % (non) 4. Roberval—Lac-Saint-Jean, QC (Con) 3,89 % (non) 5. Beauport—Limoilou, QC (Con) 4,15 % (non) 6. Charlesbourg—Haute-Saint-Charles, QC (Con) 11,93 % (non) 7. Jonquière—Alma, QC (Con) 14,98 % (non) |
| 1. Saskatoon—Rosetown—Biggar, (SK) (Con) 0,97 % (non) 2. South Shore—St. Margaret's, (N-É) (Con) 2,33 % (non) 3. St. John's-Sud—Mount Pearl, (T-N.-L) (Lib) 2,76 % (oui) 4. Gatineau, QC (BQ) 3,03 % (oui) 5. Surrey-Nord, C-B (Con) 3,18 % (oui) 6. Île de Vancouver-Nord, C-B (Con) 4,40 % (non) 7. Oshawa, ON (Con) 6,64 % (non) 8. Parkdale—High Park, ON (Lib) 7,00 % (oui) 9. Nunavut, NU (Con) 7,28 % (non) 10. Dartmouth—Cole Harbour, N-É (Lib) 7,95 % (oui) 11. Beaches—East York, ON (Lib) 8,84 % (oui) 12. Palliser, SK (Con) 10,26 % (non) 13. Kamloops—Thompson—Cariboo, C-B (Con) 10,27 % (non) 14. Newton—Delta-Nord, C-B (Lib) 10,29 % (oui) 15. Halifax-Ouest, N-É (Lib) 11,96 % (non) | Vert |
| 1. Saskatoon—Rosetown—Biggar, (SK) (Con) 0,97 % (non) 2. South Shore—St. Margaret's, (N-É) (Con) 2,33 % (non) 3. St. John's-Sud—Mount Pearl, (T-N.-L) (Lib) 2,76 % (oui) 4. Gatineau, QC (BQ) 3,03 % (oui) 5. Surrey-Nord, C-B (Con) 3,18 % (oui) 6. Île de Vancouver-Nord, C-B (Con) 4,40 % (non) 7. Oshawa, ON (Con) 6,64 % (non) 8. Parkdale—High Park, ON (Lib) 7,00 % (oui) 9. Nunavut, NU (Con) 7,28 % (non) 10. Dartmouth—Cole Harbour, N-É (Lib) 7,95 % (oui) 11. Beaches—East York, ON (Lib) 8,84 % (oui) 12. Palliser, SK (Con) 10,26 % (non) 13. Kamloops—Thompson—Cariboo, C-B (Con) 10,27 % (non) 14. Newton—Delta-Nord, C-B (Lib) 10,29 % (oui) 15. Halifax-Ouest, N-É (Lib) 11,96 % (non) | 1. Guelph, ON (Lib) 11,07 % (non) 2. Nova-Centre, N-É (Con) 14,36 % (non) |

#### Membres du cabinet en danger
Les ministres du cabinet suivants ont été élus par une marge de moins de 10 % en 2008.
- Gail Shea, ministre des pêches et océans (réélue): 0,3 % de plus que le libéral à Egmont, Î.-P.-E
- Denis Lebel, ministre d'État (Agence de développement économique du Canada pour les régions du Québec) (réélu): 3,9 % de plus que le Bloc québécois à Roberval—Lac-Saint-Jean, QC
- Gary Lunn, ministre d'État (Sport) (défait): 4,7 % de plus que le libéral à Saanich—Gulf Islands, C-B
- Leona Aglukkaq, ministre de santé (réélue): 5,4 % de plus que le libéral à Nunavut, NU
- Diane Finley, ministre des ressources humains et développement des compétences (réélue): 8,48 % de plus que le libéral à Haldimand-Norfolk, ON
- Lawrence Cannon, ministre des Affaires étrangères (défait): 8,5 % sur le candidat libéral à Pontiac, QC
- Peter Kent, ministres d'État pour les Affaires étrangères (Amérique) (réélu): 9,58 % de plus que le candidat libéral à Thornhill, ON.

### Députés qui ne se présentaient pas à leur réélection

#### Conservateurs
- Jim Abbott, Kootenay—Columbia, Colombie-Britannique
- Rick Casson, Lethbridge, Alberta
- John Cummins, Delta—Richmond-Est, Colombie-Britannique
- Stockwell Day, Okanagan—Coquihalla, Colombie-Britannique
- Chuck Strahl, Chilliwack—Fraser Canyon, Colombie-Britannique
- Greg Thompson, Nouveau-Brunswick-Sud-Ouest, Nouveau-Brunswick

#### Libéraux
- Albina Guarnieri, Mississauga-Est—Cooksville, Ontario
- Keith Martin, Esquimalt—Juan de Fuca, Colombie-Britannique
- Peter Milliken, Kingston et les Îles, Ontario
- Shawn Murphy, Charlottetown, Île-du-Prince-Édouard
- Raymonde Folco, Laval—Les Îles, Québec

#### Bloquistes
- Raynald Blais, Gaspé-Îles-de-la-Madeleine, Québec
- Francine Lalonde, La Pointe-de-l'Île, Québec
- Serge Ménard, Marc-Aurèle-Fortin, Québec
- Christian Ouellet, Brome-Missisquoi, Québec

#### Néo-démocrates
- Bill Siksay, Burnaby—Douglas, Colombie-Britannique

## Sondages d'opinion
Au cours de la 40e législature, l'appui de l'opinion publique pour le Parti conservateur fluctue entre 30 % et 40 %. Un sondage montre que les conservateurs atteignent plus de 50 % après que le Parti libéral et le NPD ont proposé une coalition. Au Canada, un pourcentage de 40 % des votes est habituellement considéré suffisant pour former un gouvernement majoritaire. Pendant ce temps, l'appui de l'opinion publique pour le Parti libéral varie entre 25 % et 35 %, le NPD demeure entre 15 % et 20 %, et le Bloc et le Parti vert autour de 10 %.
À partir de la troisième semaine de la campagne électorale, après la télédiffusion du débat des chefs, l'appui au NPD monte de 20 % à 30 % dépassant le Parti libéral qui perd des points, de même que les autres partis.
| |
| - Parti conservateur du Canada - Nouveau parti démocratique - Parti libéral du Canada - Bloc québécois - Parti vert du Canada |

## Résultats
Les conservateurs, en tête dans les sondages pendant toute la campagne, réussissent à remporter 166 sièges soit assez pour former le premier gouvernement majoritaire depuis leur arrivée au pouvoir en 2006. Les conservateurs obtiennent ce résultat notamment en gagnant des sièges à Toronto et sa banlieue. En revanche, ils perdent plus de la moitié de leurs sièges au Québec face au NPD.
Le NPD remporte 59 des 75 sièges du Québec : auparavant, il n'avait réussi qu'à gagner un seul siège dans cette province lors d'élections générales. Cette « vague orange » québécoise et une hausse dans le reste du pays permet au NPD de remporter 103 sièges, plus du double de son précédent record de 43 sièges en 1988, et de former pour la première fois l'Opposition officielle. On a aussi parfois désignés les nouveaux députés NPD au Québec comme les « oranges bleues ».
Avec 34 sièges, le Parti libéral connait le pire résultat de son histoire : c'est la première fois que les libéraux ne forment pas soit le gouvernement soit l'opposition officielle. Ils s'effondrent notamment à Toronto et Montréal, deux bastions traditionnels. Le chef du Parti libéral Michael Ignatieff n'est pas réélu dans sa circonscription de Etobicoke—Lakeshore.
Le Bloc québécois, qui dominait la scène fédérale au Québec depuis 1993, est décimé : il perd 43 sièges et est réduit à seulement 4 députés et perd ainsi son statut de parti reconnu à la Chambre des communes. Les bloquistes sont victimes des gains du NPD et le chef du parti, Gilles Duceppe, perd son siège de Laurier—Sainte-Marie.
Enfin, le Parti vert perd des voix par rapport à 2008. Mais en concentrant ses moyens dans la circonscriptions de Saanich—Gulf Islands le parti réussit à y faire élire sa cheffe Elizabeth May : c'est la première fois que les verts font élire un député à la Chambre des communes.

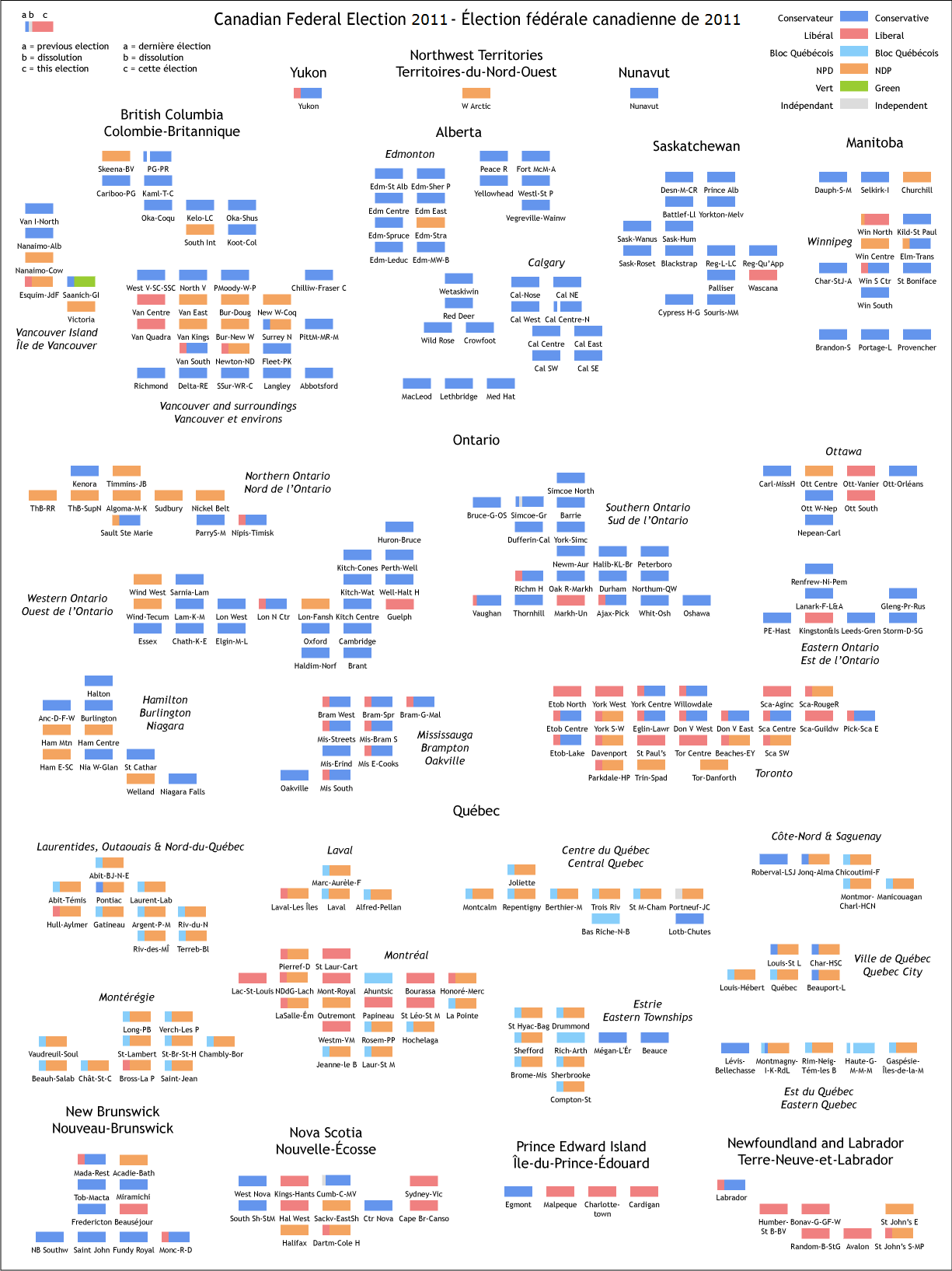
Résultats par circonscription.
Carte des circonscriptions.
Répartition des voix.
Sièges à la Chambre des communes à l'issue des élections.

### Résultats fédéraux
|                           |                                |                               |           |        |         |        |           |          |            |            |         |           |
| Parti                     | Parti                          | Chef                          | Candidats | Sièges | Sièges  | Sièges | Sièges    | Sièges   | Voix       | Voix       | Voix    | Voix      |
| Parti                     | Parti                          | Chef                          | Candidats | 2008   | Dissol. | 2011   | % diff.   | % sièges | #          | # diff.    | %       | pp diff.  |
|                           | Parti conservateur             | Stephen Harper                | 307       | 143    | 143     | 166    | +16,08 %  | 53,90 %  | 5 832 401  | +623 332   | 39,62 % | +1,97 pp  |
|                           | Nouveau Parti démocratique     | Jack Layton                   | 308       | 37     | 36      | 103    | +178,38 % | 33,44 %  | 4 508 474  | +1 993 186 | 30,63 % | +12,45 pp |
|                           | Parti libéral                  | Michael Ignatieff             | 308       | 77     | 77      | 34     | −42,86 %  | 11,04 %  | 2 783 175  | −850 010   | 18,91 % | −7,36 pp  |
|                           | Bloc québécois                 | Gilles Duceppe                | 75        | 49     | 47      | 4      | −91,84 %  | 1,30 %   | 889 788    | −490 203   | 6,04 %  | −3,93 pp  |
|                           | Parti vert                     | Elizabeth May                 | 304       | —      | —       | 1      | n/a       | 0,32 %   | 576 221    | −361 392   | 3,91 %  | −2,86 pp  |
|                           | Indépendant et sans étiquette  | Indépendant et sans étiquette | 61        | 2      | 2       | —      | −100 %    | —        | 72 731     | −22 113    | 0,49 %  | −0,19 pp  |
|                           | Parti de l'héritage chrétien   | James Hnatiuk                 | 46        | —      | —       | —      | —         | —        | 19 218     | −7 257     | 0,13 %  | −0,06 pp  |
|                           | Parti marxiste-léniniste       | Anna Di Carlo                 | 70        | —      | —       | —      | —         | —        | 10 160     | +1 595     | 0,07 %  | +0,01 pp  |
|                           | Parti libertarien              | Dennis Young                  | 23        | —      | —       | —      | —         | —        | 6 017      | −1 283     | 0,04 %  | −0,01 pp  |
|                           | Parti progressiste canadien    | Sinclair Stevens              | 9         | —      | —       | —      | —         | —        | 5 838      | −22        | 0,04 %  | −0,00 pp  |
|                           | Parti Rhinocéros               | François Gourd                | 14        | —      | —       | —      | —         | —        | 3 819      | +1 697     | 0,03 %  | +0,01 pp  |
|                           | Pirate                         | Mikkel Paulson                | 10        | *      | —       | —      | *         | —        | 3 198      | *          | 0,02 %  | *         |
|                           | Parti communiste               | Miguel Figueroa               | 20        | —      | —       | —      | —         | —        | 2 925      | −647       | 0,02 %  | −0,01 pp  |
|                           | Action canadienne              | Christopher Porter            | 12        | —      | —       | —      | —         | —        | 2 030      | −1 425     | 0,01 %  | −0,01 pp  |
|                           | Parti marijuana                | Blair Longley                 | 5         | —      | —       | —      | —         | —        | 1 864      | −434       | 0,01 %  | −0,00 pp  |
|                           | Alliance animaux environnement | Liz White                     | 7         | —      | —       | —      | —         | —        | 1 451      | +924       | 0,01 %  | +0,01 pp  |
|                           | Parti du bloc de l'ouest       | Doug Christie                 | 4         | —      | —       | —      | —         | —        | 748        | +553       | 0,01 %  | +0,00 pp  |
|                           | United                         | Brian Jedan                   | 3         | *      | —       | —      | *         | —        | 294        | *          | 0,00 %  | *         |
|                           | First Peoples National         | Will Morin                    | 1         | —      | —       | —      | —         | —        | 228        | −1 383     | 0,00 %  | −0,01 pp  |
|                           | Vacant                         | Vacant                        | Vacant    | Vacant | 3       |        |           |          |            |            |         |           |
| Total                     | Total                          | Total                         | 1 587     | 308    | 308     | 308    | ±0,0 %    | 100,0 %  | 14 720 580 | +886 286   | 100 %   |           |
| Source : Élections Canada |                                |                               |           |        |         |        |           |          |            |            |         |           |

| Gagnant / Perdant | Gagnant / Perdant | CON | NPD | LIB | BQ | IND | Total des gains |
| ----------------- | ----------------- | --- | --- | --- | -- | --- | --------------- |
|                   | Conservateur      | -   | 2   | 27  | -  | 1   | 30              |
|                   | NDP               | 6   | -   | 17  | 45 | 1   | 69              |
|                   | Libéral           | -   | 1   | -   | -  | -   | 1               |
|                   | Bloc québécois    | -   | -   | -   | -  | -   | -               |
|                   | Vert              | 1   | -   | -   | -  | -   | 1               |
| Total des pertes  | Total des pertes  | 7   | 3   | 44  | 45 | 2   | 101             |

### Résultats par province
| Parti | Parti          | Parti  | CB   | AB   | SK   | MB   | ON   | QC   | NB   | NÉ   | ÎPÉ  | TNL  | YT   | NT   | NU   | Total |
| ----- | -------------- | ------ | ---- | ---- | ---- | ---- | ---- | ---- | ---- | ---- | ---- | ---- | ---- | ---- | ---- | ----- |
|       | Conservateur   | Sièges | 21   | 27   | 13   | 11   | 73   | 5    | 8    | 4    | 1    | 1    | 1    | 0    | 1    | 166   |
| Voix  | Conservateur   | 45,5   | 66,8 | 56,3 | 53,5 | 44,4 | 16,5 | 43,9 | 36,7 | 41,2 | 28,4 | 33,8 | 32,1 | 49,9 | 39,6 |       |
|       | NPD            | Sièges | 12   | 1    | 0    | 2    | 22   | 59   | 1    | 3    | 0    | 2    | 0    | 1    | 0    | 103   |
| Voix  | NPD            | 32,5   | 16,8 | 32,3 | 25,8 | 25,6 | 42,9 | 29,8 | 30,3 | 15,4 | 32,6 | 14,4 | 45,8 | 19,4 | 30,6 |       |
|       | Libéral        | Sièges | 2    | 0    | 1    | 1    | 11   | 7    | 1    | 4    | 3    | 4    | 0    | 0    | 0    | 34    |
| Voix  | Libéral        | 13,4   | 9,3  | 8,6  | 16,6 | 25,3 | 14,2 | 22,6 | 28,9 | 41,0 | 37,9 | 33,0 | 18,4 | 28,7 | 18,9 |       |
|       | Bloc québécois | Sièges |      |      |      |      |      | 4    |      |      |      |      |      |      |      | 4     |
| Voix  | Bloc québécois |        |      |      |      |      | 23,4 |      |      |      |      |      |      |      | 6,0  |       |
|       | Vert           | Sièges | 1    | 0    | 0    | 0    | 0    | 0    | 0    | 0    | 0    | 0    | 0    | 0    | 0    | 1     |
| Voix  | Vert           | 7,7    | 5,3  | 2,7  | 3,6  | 3,8  | 2,1  | 3,2  | 4,0  | 2,4  | 0,9  | 18,9 | 3,1  | 2,0  | 3,9  |       |
|       | Indépendants   | Voix   | 0,2  | 1,3  | 0,2  | 0,1  | 0,2  | 0,6  | 0,5  |      |      | 0,3  |      |      |      | 0,4   |
| Total | Total          | Total  | 36   | 28   | 14   | 14   | 106  | 75   | 10   | 11   | 4    | 7    | 1    | 1    | 1    | 308   |